# Pahayu Jaya
Pahayu Jaya is een bestuurslaag in het regentschap Lampung Barat van de provincie Lampung, Indonesië. Pahayu Jaya telt 4826 inwoners (volkstelling 2010).